# Holmens Kirke
Holmens Kirke – protestancka świątynia znajdująca się w duńskiej stolicy, Kopenhadze.

## Historia
Kościół otwarto 5 września 1619 w dawnej kuźni portowej, wzniesionej w latach 1562–1563. Świątynia została podwyższona w latach 1641–1646. W latach 1705–1708 wzniesiono kaplicę boczną od strony kanału. Podczas gruntownej renowacji obiektu w 1872 przeniesiono do niego portal z katedry w Roskilde, wykonany w 1635.
W kościele pochowani zostali m.in. admirał Niels Juel i architekt Christian Frederik Hansen.
10 czerwca 1967 w świątyni odbył się ślub późniejszej królowej Małgorzaty II z księciem Henrykiem.

## Architektura i wyposażenie
Świątynia barokowa, wzniesiona na planie krzyża.
Wnętrze zdobi ołtarz główny, wykonany z drewna dębowego w 1661 przez Abela Schrødera Młodszego. W pierwszym od dołu polu znajduje się relief przedstawiający ostatnią wieczerzę. W rzędzie powyżej (trzecim od góry) ukazane są motywy męki Chrystusa, z ukrzyżowaniem w centralnej części. Po jej bokach stoją cztery figury ewangelistów. Na wysokości gzymsu dzielącego dwa środkowe pola znajduje się relief przedstawiający złożenie Jezusa do grobu. W trzecim polu od dołu znajduje się płaskorzeźba Zmartwychwstania, a czwartym – Wniebowstąpienia. Całość wieńczy rzeźba Chrystusa, przedstawionego jako sędzia z wyciągniętymi rękami siedzącego na globie.
Ambonę z 1662 również wzniósł z drewna dębowego A. Schrøder. Pod amboną znajduje się figura siedzącego Mojżesza trzymającego tablice z Dekalogiem.
W skrzyżowaniu naw stoi kuta, malowana i złocona chrzcielnica, kształtem przypominająca kielich. Wykonał ją w 1646 kowal Hans Svitzer. W 1853 została przekazana Duńskiemu Muzeum Narodowemu, lecz w 1921 wróciła do świątyni. We wschodnim ramieniu transeptu urządzono baptysterium, z marmurową chrzcielnicą z 1756.
Ze sklepienia skrzyżowania naw zwisa model okrętu Christianus Quintus admirała Nielsa Juela, wykonany w 1902 na podstawie rysunku statku z 1697 roku.
Na emporze znajdują się 56-głosowe organy z 1956, z warsztatu Marcussen & Søn.

## Galeria

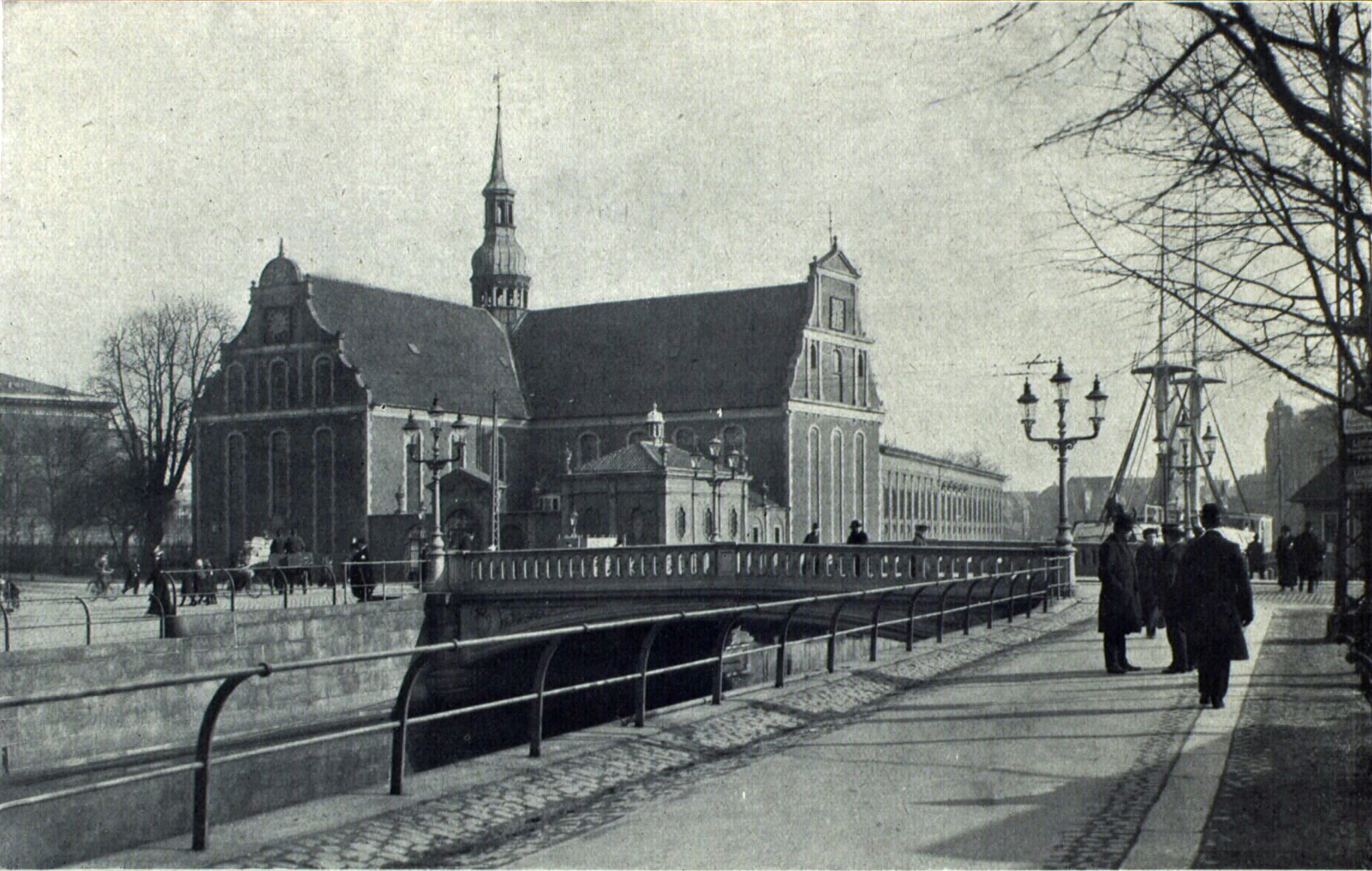
Kościół w 1915
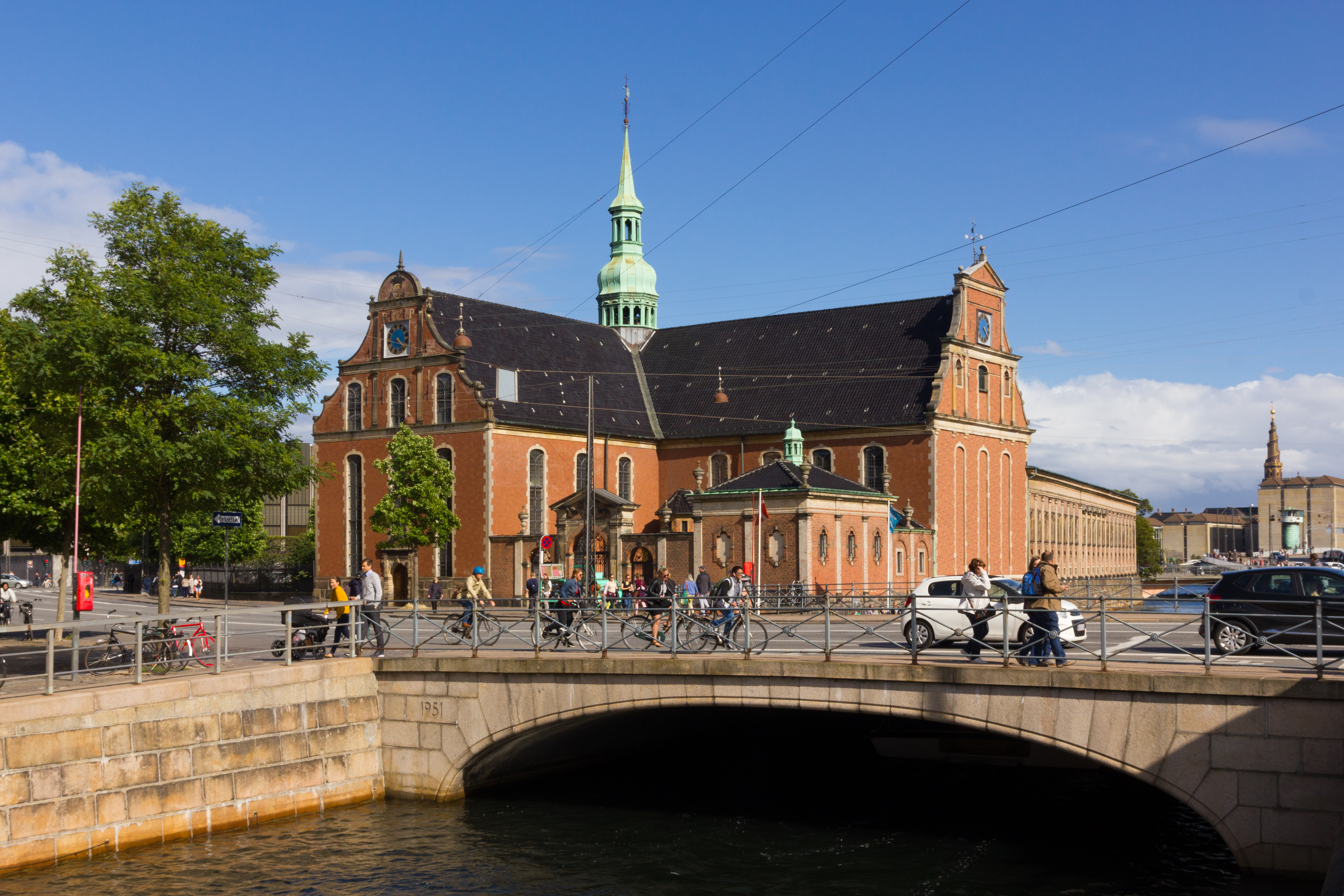
Widok z zachodu
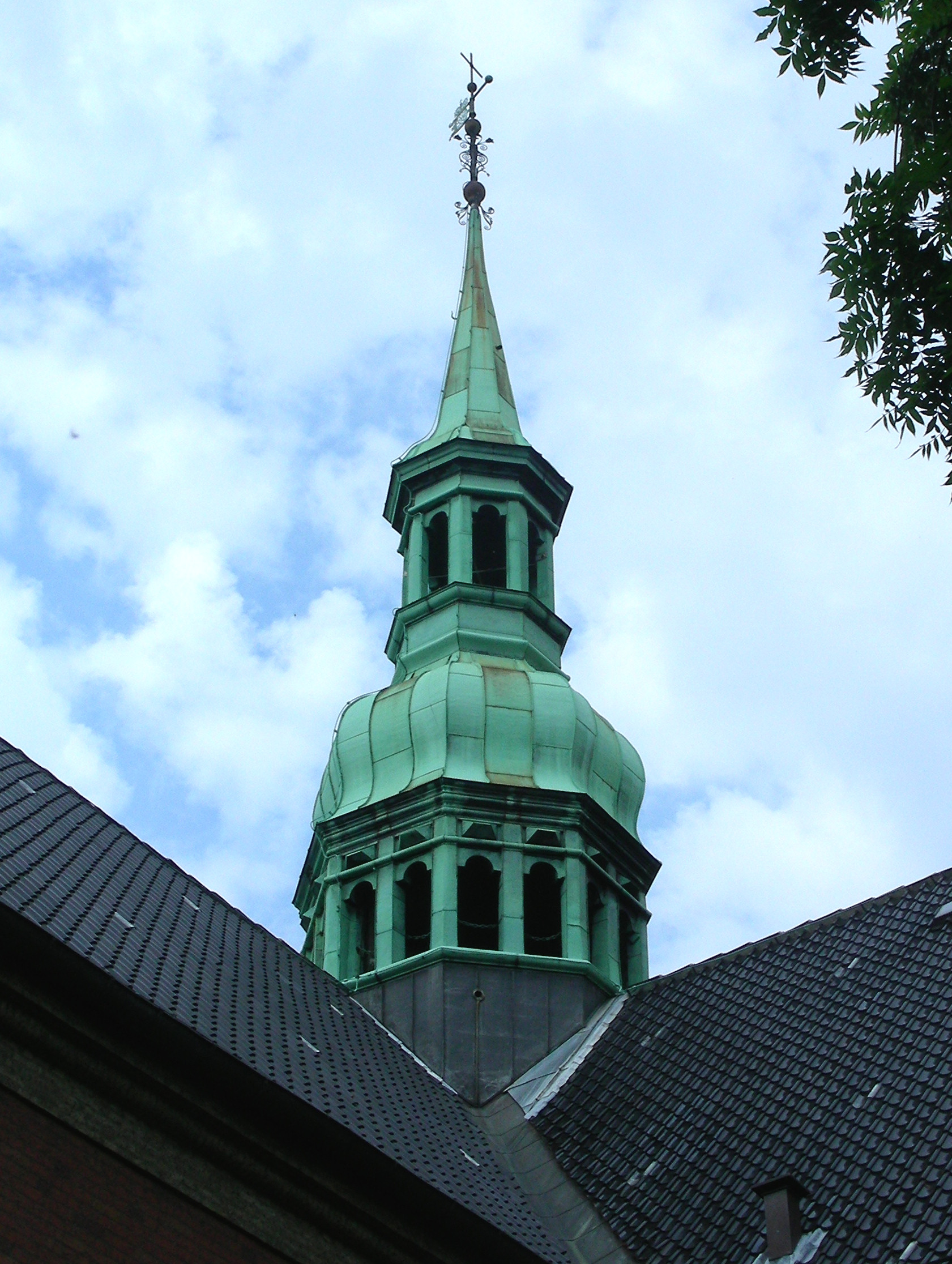
Sygnaturka
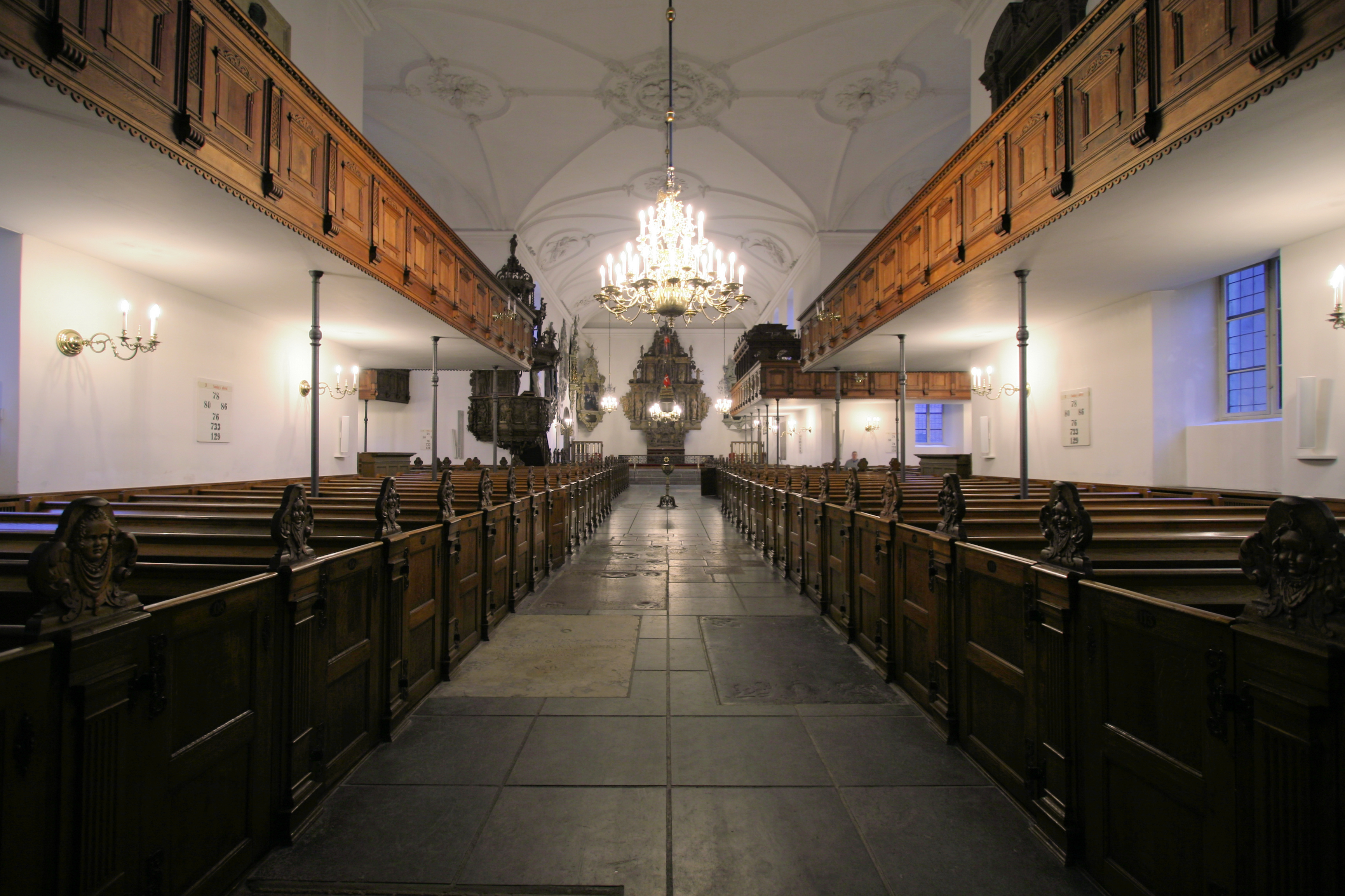
Wnętrze
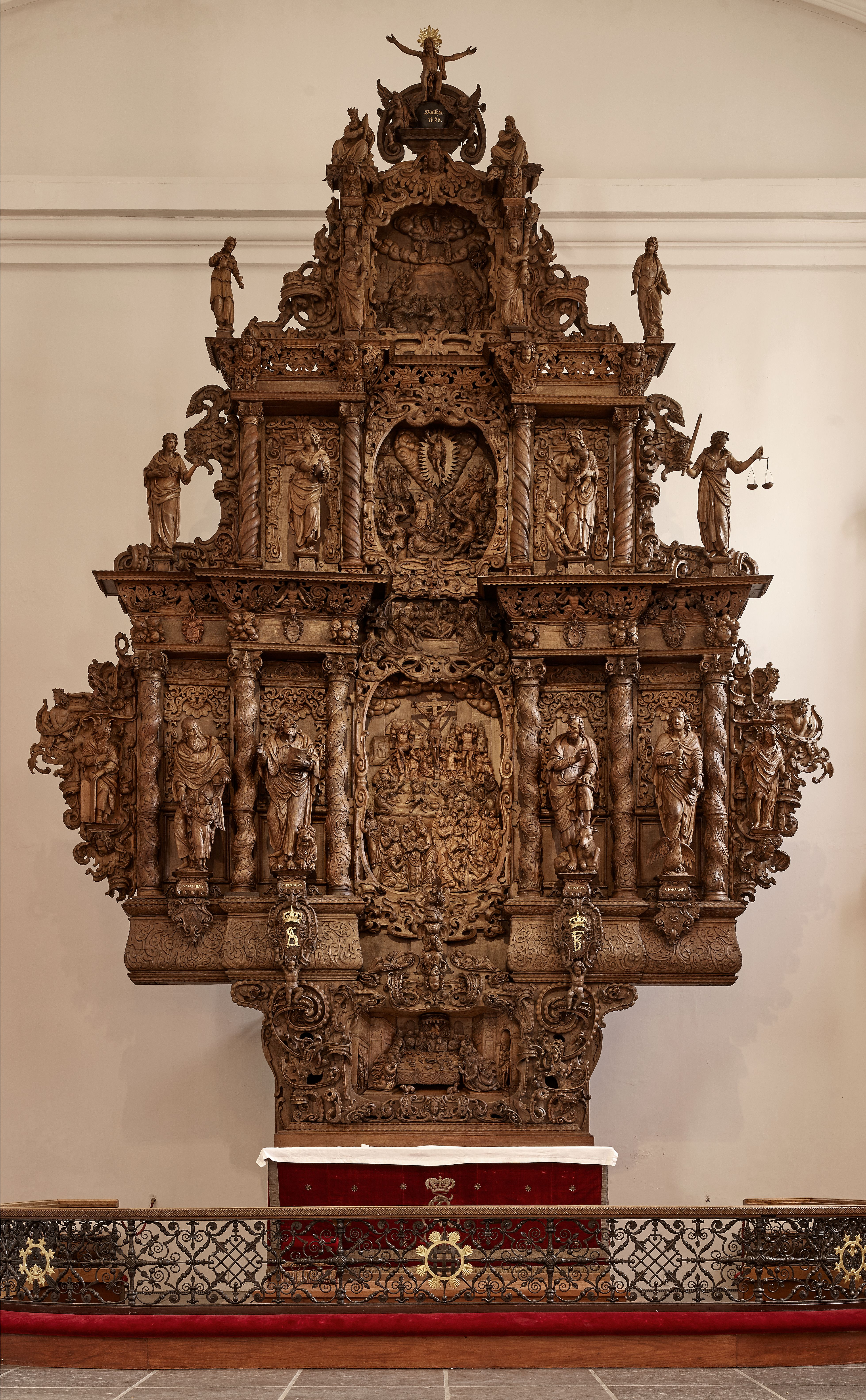
Ołtarz główny
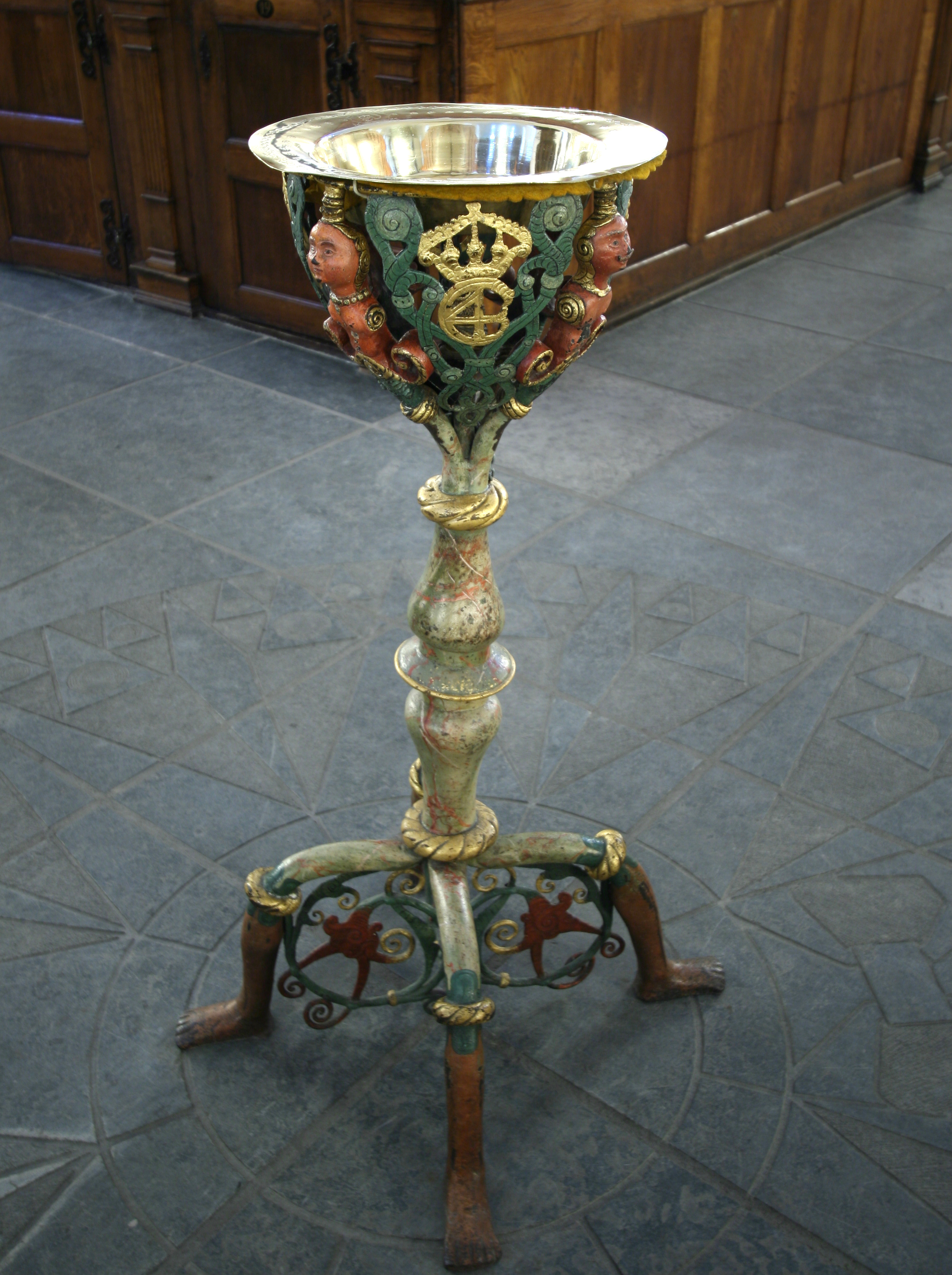
Chrzcielnica
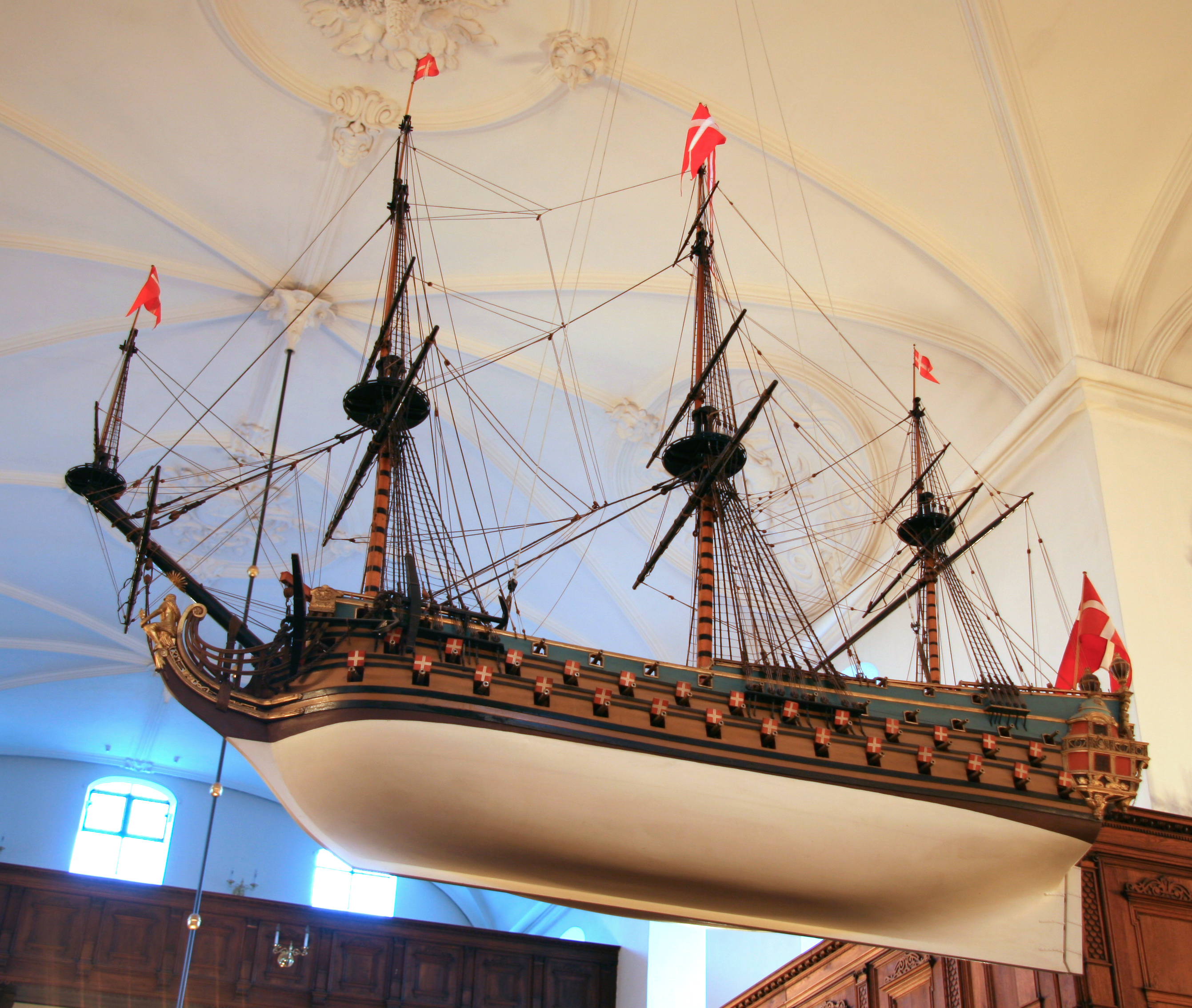
Makieta okrętu
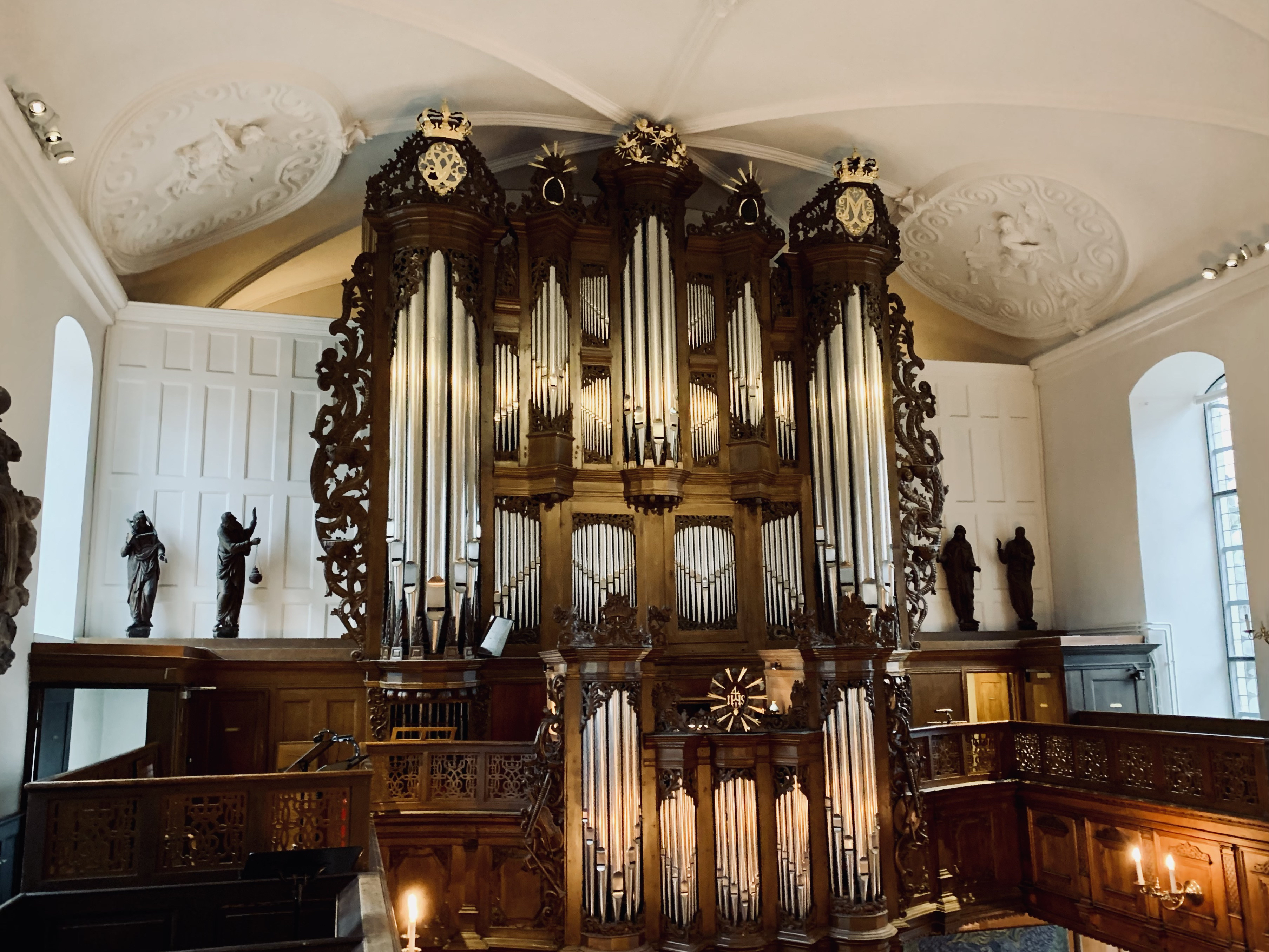
Organy